# لي هي-جين
لي هي-جين (هانغل: 이희진) هي مغنية كورية جنوبية، ولدت في 21 فبراير 1980 في سول في كوريا الجنوبية.

## وصلات خارجية
- لي هي-جين على موقع IMDb (الإنجليزية)
- لي هي-جين على موقع ميوزك برينز (الإنجليزية)
- لي هي-جين على موقع كينوبويسك (الروسية)